# 小山一平
小山 一平（こやま いっぺい、1914年〈大正3年〉11月3日 - 2011年〈平成23年〉4月2日）は、日本の政治家。
日本社会党参議院議員（3期）。参議院副議長。位階は従三位。

## 来歴・人物
長野県埴科郡南条村（現・坂城町）出身。旧制上田中学校（現・長野県上田高等学校）卒業。1932年（昭和17年）から養魚業に従事し、1951年（昭和26年）上田市議会議員に当選。1955年（昭和30年）から長野県議会議員を2期務め、社会党長野県本部委員長、同県議団長を兼任する。1963年（昭和38年）から上田市長を3期務め、任期途中で辞職し、1974年（昭和49年）の第10回参議院議員通常選挙に長野県選挙区から日本社会党公認で出馬し初当選。当選3回。1977年（昭和52年）、社会党中央本部地方政治局長となる。
1986年（昭和61年）の衆参ダブル選挙時に在日本朝鮮人総聯合会（朝鮮総連）から数十万円の献金を受け取ったことを認めている。さらに「私だけじゃない、社会党のほとんどの議員はもらっている。衆院選、参院選に限らない。県議選でも朝鮮総連から金をもらっている」と発言した。1989年（平成元年）、「在日韓国人政治犯釈放の要望書」に署名。この中に、北朝鮮による日本人拉致問題の実行犯である辛光洙らが含まれていた。
1990年（平成2年）4月、小野明の急死に伴い後任の参議院副議長に就任。1992年7月まで参議院副議長を務めた。1992年（平成4年）に政界引退。今井澄が地盤を継いだ。同年に勲一等瑞宝章受章。
2011年（平成23年）4月2日、老衰のため死去。96歳没。叙従三位。

## 選挙歴
| 当落                        | 選挙                     | 施行日        | 選挙区       | 政党       | 得票数  | 得票率 | 得票順位 /候補者数 | 比例区 | 比例順位 /候補者数 |
| --------------------------- | ------------------------ | ------------- | ------------ | ---------- | ------- | ------ | ------------------ | ------ | ------------------ |
| 当                          | 第10回参議院議員通常選挙 | 1974年7月7日  | 長野県地方区 | 日本社会党 | 394,701 | 34.4   | 1/5                | -      | -                  |
| 当                          | 第12回参議院議員通常選挙 | 1980年6月22日 | 長野県地方区 | 日本社会党 | 444,372 | 39.6   | 2/3                | -      | -                  |
| 当                          | 第14回参議院議員通常選挙 | 1986年7月6日  | 長野県選挙区 | 日本社会党 | 351,937 | 29.3   | 1/6                | -      | -                  |
| 当選回数3回 （参議院議員3） |                          |               |              |            |         |        |                    |        |                    |